# Amphoe Khok Sung

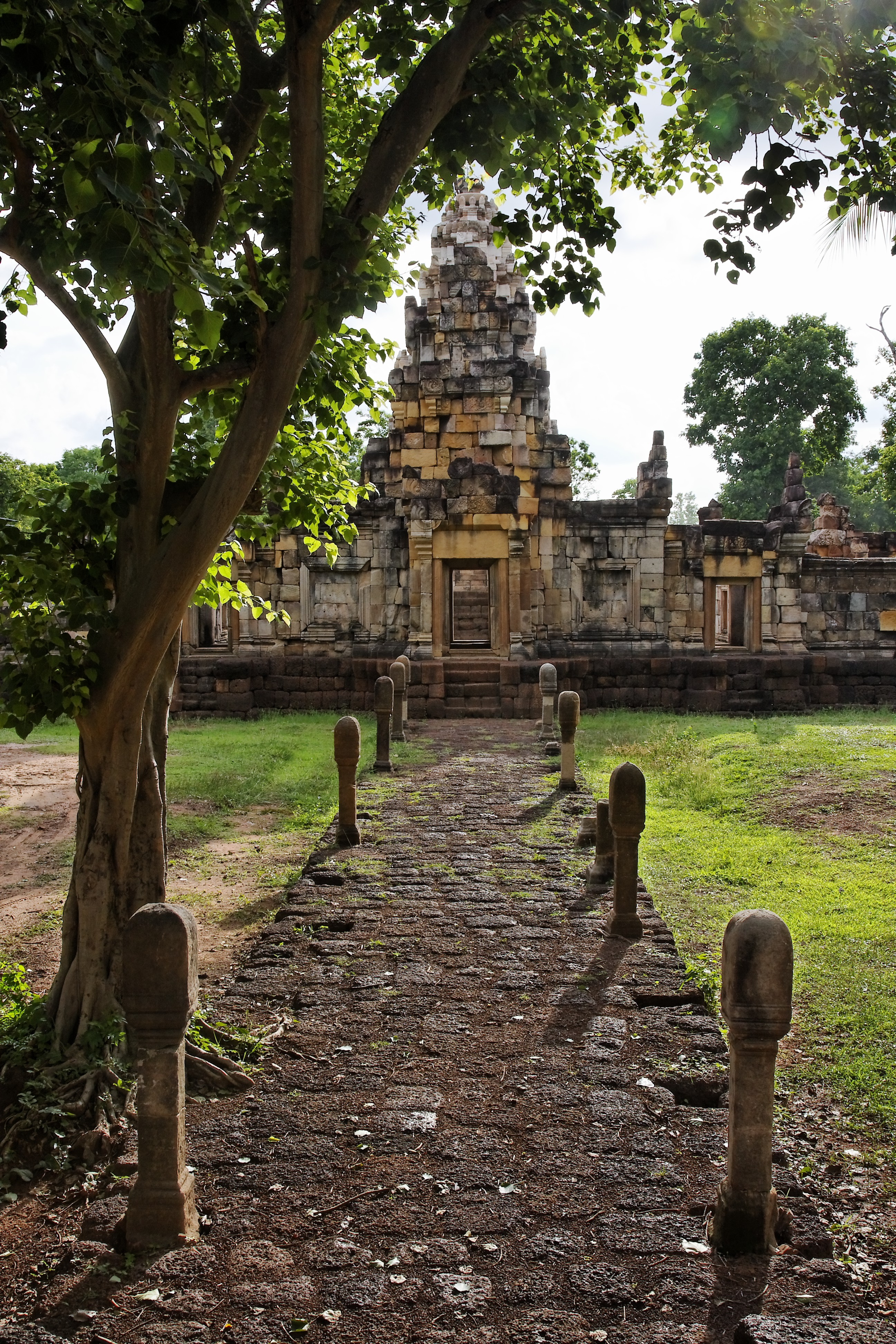
Prasat Sdok Kok Thom

Amphoe Khok Sung (Thai: อำเภอ โคกสูง) ist ein Landkreis (Amphoe – Verwaltungs-Distrikt) im Osten der Provinz Sa Kaeo. Die Provinz Sa Kaeo liegt in der Ostregion von Thailand an der Grenze zu Kambodscha, wird aber verwaltungstechnisch zu Zentralthailand gezählt.

## Geographie
Amphoe Khok Sung wird von folgenden Amphoe begrenzt (vom Süden im Uhrzeigersinn aus gesehen): die Amphoe Aranyaprathet, Watthana Nakhon und Ta Phraya der Provinz Sa Kaeo. Im Osten liegt die Provinz Banteay Meanchey von Kambodscha. 

## Geschichte
Khok Sung wurde am 15. Juli 1996 zunächst als „Zweigkreis“ (King Amphoe) eingerichtet, indem es vom Amphoe Ta Phraya abgetrennt wurde.
Am 15. Mai 2007 hatte die thailändische Regierung beschlossen, alle 81 King Amphoe in den einfachen Amphoe-Status zu erheben, um die Verwaltung zu vereinheitlichen.
Mit der Veröffentlichung in der Royal Gazette „Issue 124 chapter 46“ vom 24. August 2007 trat dieser Beschluss offiziell in Kraft.

## Sehenswürdigkeiten
- Prasat Sdok Kok Thom – gut erhaltene Ruinen eines Khmer-Tempels aus dem 11. Jahrhundert

## Verwaltung

### Provinzverwaltung
Der Landkreis Khok Sung ist in vier Tambon („Unterbezirke“ oder „Gemeinden“) eingeteilt, die sich weiter in 41 Muban („Dörfer“) unterteilen.
| Nr. | Name        | Thai      | Muban | Einw. |
| --- | ----------- | --------- | ----- | ----- |
| 01. | Khok Sung   | โคกสูง     | 11    | 7.050 |
| 02. | Nong Muang  | หนองม่วง   | 14    | 9.759 |
| 03. | Nong Waeng  | หนองแวง   | 10    | 6.440 |
| 04. | Non Mak Mun | โนนหมากมุ่น | 06    | 3.141 |

### Lokalverwaltung
Es gibt eine Kommune mit „Kleinstadt“-Status (Thesaban Tambon) im Landkreis:
- Khok Sung (Thai: เทศบาลตำบลโคกสูง) bestehend aus dem kompletten Tambon Khok Sung.

Außerdem gibt es drei „Tambon-Verwaltungsorganisationen“ (องค์การบริหารส่วนตำบล – Tambon Administrative Organizations, TAO)
- Nong Muang (Thai: องค์การบริหารส่วนตำบลหนองม่วง) bestehend aus dem kompletten Tambon Nong Muang.
- Nong Waeng (Thai: องค์การบริหารส่วนตำบลหนองแวง) bestehend aus dem kompletten Tambon Nong Waeng.
- Non Mak Mun (Thai: องค์การบริหารส่วนตำบลโนนหมากมุ่น) bestehend aus dem kompletten Tambon Non Mak Mun.